# Ján Fáber
Ján Fáber (3. května 1939 Bratislava – 16. října 2014 tamtéž), uváděný také jako Ján Faber, byl slovenský fotbalový útočník (levé křídlo), trenér a dlouholetý učitel na Gymnáziu Jura Hronca v Novohradské ulici v Bratislavě (1962–2007).

## Život
Vystudoval Pedagogickou fakultu Univerzity Komenského v Bratislavě. Počínaje rokem 1962 učil biologii a tělesnou výchovu, od roku 1997 zůstal tělocvikářem. Mezi jeho žáky patřili Igor Prieložný, Dušan Jamrich (volejbal), Boris Filan, Pavol Hammel (basketbal), bratři Alexander a Stanislav Vencelovi (fotbal), žákyněmi Jána Fábera byly mj. Zuzana Kronerová a Daniela Hantuchová.

## Hráčská kariéra
V československé lize hrál za Slovan ÚNV Bratislava, aniž by skóroval. Nastupoval převážně za B-mužstvo, kde se potkával mj. s Ivanem Mrázem a Viliamem Fischerem. Byl odchovancem bratislavského Slovanu, v dorostenecké lize jej trénoval Ivan Chodák. Během základní vojenské služby působil pod vedením Štefana Jačianského ve Strojáru Martin. Následovalo angažmá v Lokomotívě Pezinok, hráčskou kariéru uzavřel ve věku 31 let v divizním mužstvu Rapidu Bratislava.

### Prvoligová bilance
| Ročník             | Zápasy | Góly | Minuty | Klub                     |
| ------------------ | ------ | ---- | ------ | ------------------------ |
| I. liga 1958/59    | 2      | 0    | 101    | TJ Slovan ÚNV Bratislava |
| CELKEM I. ČS. LIGA | 2      | 0    | 101    |                          |

## Trenérská kariéra
Po skončení hráčské kariéry se stal trenérem. Začal se věnovat žákům v Rapidu Bratislava, s tímto dnes již neexistujícím klubem získal Slovenský i Československý pohár v žákovské kategorii. V sezoně 1985/86 dobyl se Slovanem Bratislava žákovský titul mistra Československa. Ve Slovanu Bratislava strávil jako trenér osmnáct let. Po vzniku samostatného Slovenska trénoval také mládežnické výběry SFZ. Působil rovněž ve Venglošově fotbalové akademii, kde v roce 2006 svou trenérskou dráhu skončil. Mezi jeho svěřence patřili mj. Samuel Slovák, Róbert Vittek, Pavol Sedlák a Peter Polgár.